# SV Germania Obrigheim
Der SV Germania Obrigheim aus dem badischen Obrigheim ist ein Sportverein mit verschiedenen Abteilungen. Überregional bekannt ist die Sparte Gewichtheben, die seit 1897 besteht.

## Abteilungen
Der SV Germania Obrigheim umfasst die Abteilungen Fußball, Gewichtheben, Handball, Tischtennis, Turnen und Bowling.

### Gewichtheben
Obrigheim gilt in Deutschland als „Betzenberg des Gewichthebens“, da dort im Schnitt immer über 1000 Zuschauer die Wettkämpfe verfolgen.
Die Gewichtheber wurden im Jahr 2003 erstmals deutscher Mannschaftsmeister. Im Jahr 2005 konnte in eigener Halle der Vize-Meistertitel errungen werden, 2007 und 2010 folgten weitere Vize-Meistertitel.
In der Bundesliga-Saison 2007/08 konnte die erste Mannschaft des SV Germania Obrigheim in der Besetzung Oliver Caruso, Carsten Diemer, Ingo Fein, Marco Frick, Daniel Pischzan, Nico Müller, Thorsten Hauß, Almir Velagic, Andre Hemmann, Jörg Mazur, Karsten Kluge und Georgi Markow nach 7 Siegen und 1 Niederlage die Meisterschaft in der Bundesliga Staffel Mitte erringen und war somit Ausrichter des Bundesliga-Finales gegen den Chemnitzer AC und den SSV Samswegen am 5. April 2008. Dort konnte in einem spannenden Finale der zweite Meistertitel errungen werden.
In der Saison 2009/10 standen in der Bundesliga-Mannschaft drei aktuelle Nationalheber im Seniorenbereich (Almir Velagic, René Horn, Jakob Neufeld) sowie der A-Jugend-Nationalmannschaftsheber Nico Müller. Komplettiert wurde die Mannschaft von Carsten Diemer und Marco Frick. Für den Ausländerplatz waren die Weltklasseheber Vencelas Dabaya und Jose Juan Navarro gemeldet. Die Saison wurde erneut als Vizemeister abgeschlossen.
Die Saison 2011/2012 brachte erneut die Vizemeisterschaft im Finale in Chemnitz ein.
Am 20. April 2013 konnte mit 996 Punkten in der Obrigheimer Neckarhalle der dritte Titel errungen werden. Die Finalmannschaft bestand aus Nico Müller, Alexander Oberkirsch, Jakob Neufeld, René Horn, Ivan Markov und Matthäus Hofmann.
In einem der besten und spannendsten Endkämpfe der letzten Jahrzehnte setzte sich das Obrigheimer Team am 29. April 2023 mit 938,2 Punkten gegenüber dem SSV Samswegen (904 Punkte) und dem AV Speyer (903,5 Punkte) durch und holte damit zehn Jahre nach dem letzten und zwanzig Jahre nach dem ersten Triumph den Titel zum vierten Mal an den Neckar.
Der Verein wurde mehrfach mit dem „Grünen Band“ für vorbildliche Jugendarbeit ausgezeichnet. Im Jahr 2009 erhielt der SV Obrigheim als bislang einziger Gewichtheberverein das „Grüne Band“ zum dritten Mal.

### Erfolge
- Deutscher Mannschaftsmeister 2003, 2008, 2013, 2023
- Deutscher Mannschaftsvizemeister 2005, 2007, 2010, 2012, 2014, 2015, 2018, 2019, 2022, 2024

## Bekannte Sportler
- Oliver Caruso, Olympiadritter 1996, sowie mehrfacher Welt- und Europameister im Gewichtheben
- Almir Velagic, Vizeeuropameister 2009 im Gewichtheben
- Daniel Pischzan
- Judith Steinert, Fußballspielerin der Jugendabteilung, seit 2013 Bundesligaspielerin (TSG 1899 Hoffenheim, SC Freiburg)
- Emily Campbell, Olympiazweite 2021 im Gewichtheben